# Visnye
Visnye (horvátul: Višnja) község Somogy vármegyében, a Kaposvári járásban.

## Fekvése
Visnye Hedrehelytől keletre, a Zselici Tájvédelmi Körzettől délre, a Márffy-tó szomszédságában helyezkedik el. Zsáktelepülésnek tekinthető, mivel közúton csak a 6607-es útból kelet felé kiágazó 66 151-es úton érhető el; keleti szomszédjával, Vásárosbéccel csak földút köti össze.

## Nevének eredete
Valószínű, hogy neve a „meggyfa” jelentésű szláv visnya szóból ered.

## Története
Visnye nevét 1443-ban említette először oklevél, Wysnye alakban írva, mint Hedrehely mezőváros tartozékát.  1446-ban már népes település lehetett, melynek Alsó-Visnye nevű részét Hunyadi János kormányzó Emekei Miklósnak és Berekfalvi Zopa Péternek adományozta, majd két évvel később 1448-ban Visnye és Nagyvisnye helységek felerésze Berekfalvi Zopa Péter birtokaként említették. A 15. század második felében a Laki Thúz családé volt. 1484-1500 között Lak tartozékai között sorolták fel. Az 1536 évi adólajstromban is két Visnye fordult elő: 1550-ben Alsó-Visnye Alya Mátyásé és Ördög Mátyásé volt. Az 1565-1566 évi török kincstári fejadójegyzékben Felső-Visnye 10, Alsó-Visnye 10 és Daru-Visnye 5 házzal volt felvéve. 1598-1599-ben Felső-Visnye Alya Kristóf, Alsó-Visnye és Közép-Visnye Kapranith Kristóf birtoka volt. Az 1626-1627 évi adólajstromban már négy Visnye nevű helységet találunk. 1660-ban Felső-Visnye és Alsó-Visnye a Szigligeti vár tartozékai között fordult elő. 1692-ben Alsó- és Kápolnás-Visnye Lengyel Jánosé volt.  
1715-ben Visnye már csak puszta volt és Hedrehelyhez tartozott. 1720-ban kezdett újból települni. 1726-ban Alsó-Visnye, Közép-Visnye és Felső-Visnye helységek a Lengyel és a Mérey családok birtokai voltak, 1733-ban pedig mind a három falu a Lengyel családé volt. 1757-ben már csak Pacsérvisnye és Kápolnásvisnye helységek fordultak elő az összeírásban, ekkor mind a kettő a Lengyel családé volt. 1773-ban Kápolnás-Visnye helység a báró Maithényi család birtoka volt, 1776-ban pedig Tahy Imréé; Pacsérvisnyepuszta pedig 1776-ban Vrancsics Pál ezredesé és Baranyay Imre özvegyéé volt. Az 1776 évi összeírásban Alsóvisnyevölgye nevű helységet is találunk, mely a Melczer család birtoka volt. A 19. század elején gróf Festetics Antal, a Gaál család, Madarász Lajos, báró Maithényi László, Márffy Dénes és József, Ország Imre és József, Spissich Lajos, Vasdényey Béla és Károly voltak a földesurai, az 1900-as évek elején pedig gróf Festetics Kálmán és Márffy Béla volt itt a nagyobb birtokos. 
A községhez tartozik: Kápolnásvisnye-puszta, mely a középkorban falu volt. 1550-ben Ispán Márton volt a földesura. Az 1565-66. évi jegyzékben 3, 1571-ben 4 házzal van felvéve. A községhez tartoznak még: Visnyeszéplak, Alsóhegy (szőlőhegy), Hárserdő-puszta és Pacsérvisnye, melyet szintén már régi oklevelek említenek.

## Közélete

### Polgármesterei
- 1990–1994: Csapó István (független)[3]
- 1994–1998: Csapó István (független)[4]
- 1998–2002: Csapó István (független)[5]
- 2002–2006: Bordáné Rocskár Zsuzsanna (független)[6]
- 2006–2010: Bordáné Rocskár Zsuzsanna (független)[7]
- 2010–2014: Füszfás Balázs (független)[8]
- 2014–2019: Füszfás Balázs (független)[9]
- 2019–2024: Füszfás Balázs (független)[10]
- 2024– : Füszfás Balázs (független)[1]

## Népesség
A település népességének változása:
| Lakosok száma | 258  | 247  | 242  | 193  | 211  | 203  | 220  |
|               | 2013 | 2014 | 2015 | 2021 | 2022 | 2023 | 2024 |

A 2011-es népszámlálás során a lakosok 96,3%-a magyarnak, 5% cigánynak, 0,4% németnek mondta magát (3,8% nem nyilatkozott; a kettős identitások miatt a végösszeg nagyobb lehet 100%-nál). A vallási megoszlás a következő volt: római katolikus 57,1%, református 8,8%, görögkatolikus 1,3%, felekezeten kívüli 25% (7,9% nem nyilatkozott).
2022-ben a lakosság 86,7%-a vallotta magát magyarnak, 2,4% horvátnak, 1,4% cigánynak, 0,9% németnek, 0,5% románnak, 0,5% szerbnek, 0,5% lengyelnek, 0,5% egyéb, nem hazai nemzetiségűnek (13,3% nem nyilatkozott; a kettős identitások miatt a végösszeg nagyobb lehet 100%-nál). Vallásuk szerint 46,4% volt római katolikus, 3,8% református, 0,9% görög katolikus, 0,5% evangélikus, 2,4% egyéb keresztény, 0,5% egyéb katolikus, 16,6% felekezeten kívüli (28,9% nem válaszolt).

## Nevezetességei
- Református temploma – 1856-ban, a tornya 1881-ben épült.